# 东溪水库 (武夷山)
东溪水库位于中国福建省武夷山市吴屯乡，是以防洪、灌溉、供水为主，兼有发电功能的大（二）型水库，也是闽北最大的水库
1986年建成，2006年完成堤坝加固工程。。